# Masséna (pre-dreadnought csatahajó)
A Masséna a Francia Haditengerészet (Marine nationale) pre-dreadnought csatahajója volt, nevét Napóleon híres marsallja, André Masséna tiszteletére kapta.

## Dizájn, a Mintaflotta (Flotte d'échantillons) csatahajóprogramja
A Masséna az 1889-es brit Haditengerészeti védelmi törvény (Naval Defence Act 1889) keretében szolgálatba állt  Royal Soveregin osztályra adott francia válaszként, az öttagú Mintaflotta (Flotte d'échantillons) részeként épült. A csoport tagjai a Masséna, a Charles Martel, a Jauréguiberry, a Bouvet és a Carnot pre-dreadnought csatahajók. A tervezők a Brennus pre-dreadnoughtból indultak ki. A hasonló fegyverzet ellenére jelentős különbség van az egyes hajók között, más-más tervek alapján, különböző hajógyárakban épültek, eléggé heterogén csatahajó-sorozatot alkottak. A francia haditengerészet célja az volt a Mintaflottával, hogy kikísérletezze a lehető legideálisabb csatahajót, az öt egység közül kiválassza a legjobban sikerültet, illetve a legmegfelelőbb technikai megoldásokat, majd ennek alapján fejlessze tovább a jövő francia csatahajóit. Azonban ezen szándék ellenére a Mintaflotta egységei harcértékre egyértelműen alulmúlták brit riválisaikat. A Masséna külső megjelenésében tipikus 19. század végi francia hadihajó, erősen befelé dőlő oldalaival, nagy méretű, az ellenséges egységek meglékelésére szolgáló sarkantyús döfőorral, jókora, vaskos csataárbocokkal. Louis de Bussy tervezte, aki korábban a Redoutable központi üteges pre-dreadnought csatahajó és a Dupuy de Lôme páncélos cirkáló megépítésével szerzett hírnevet.

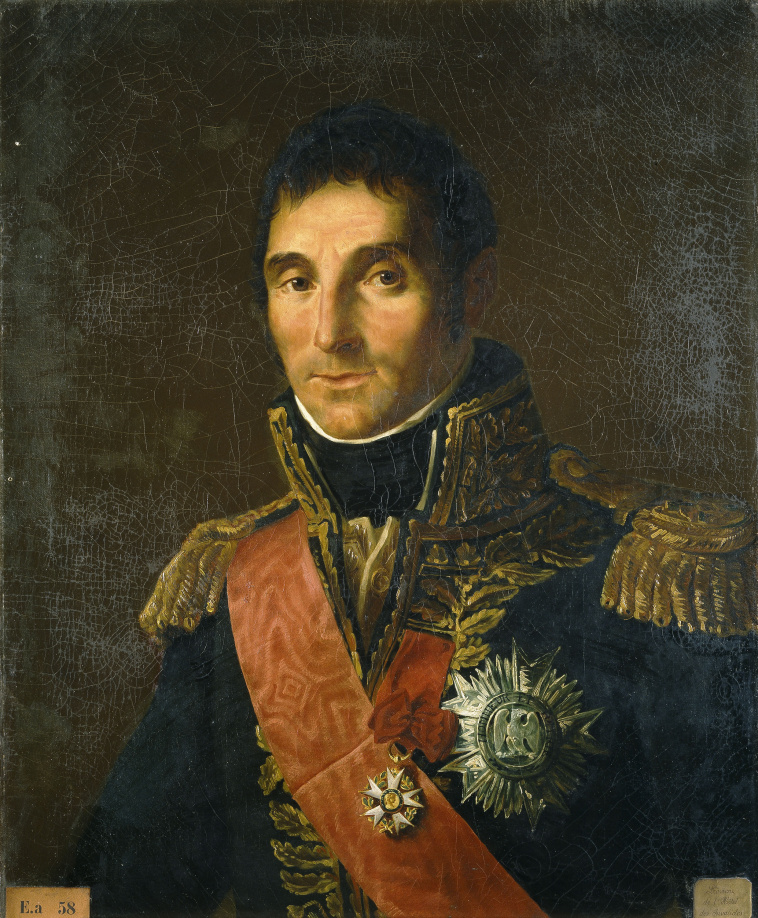
André Masséna (1756-1817) Franciaország marsallja, a csatahajó névadója.
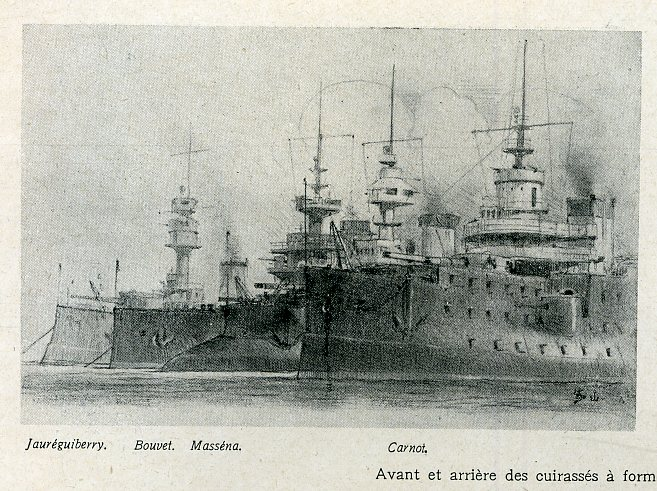
Az öttagú mintaflotta négy egységét a Charles Martel kivételével az orr felől nézve ábrázoló rajz. Balról jobbra haladva a Jauréguiberry, a Bouvet, a Masséna és végül a Carnot látható. Jól megfigyelhető a Masséna jókora, kosolásra, az ellenséges hadihajó ütközéssel történő meglékelésére szánt döfőorra. A kosolás a hajótüzérség fejlődés következtében a 19. század végére teljesen irreálissá vált.
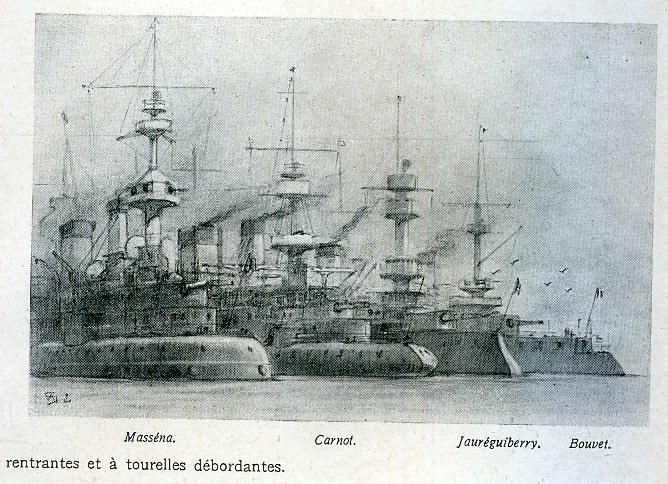
Az öttagú mintaflotta négy egységét a Charles Martel kivételével a tat felől nézve ábrázoló rajz. Balról jobbra haladva a Masséna, a Carnot, a Jauréguiberry és a Bouvet látható.
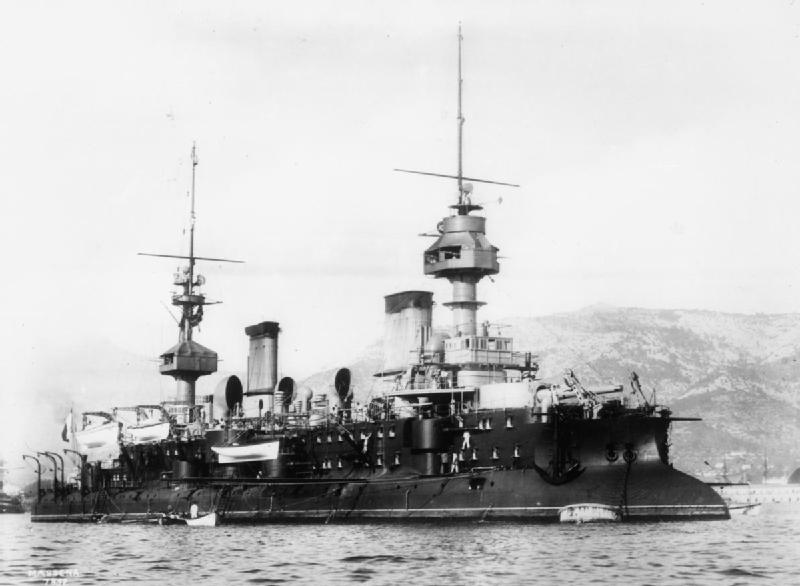
A Masséna francia pre-dreadnought csatahajó.
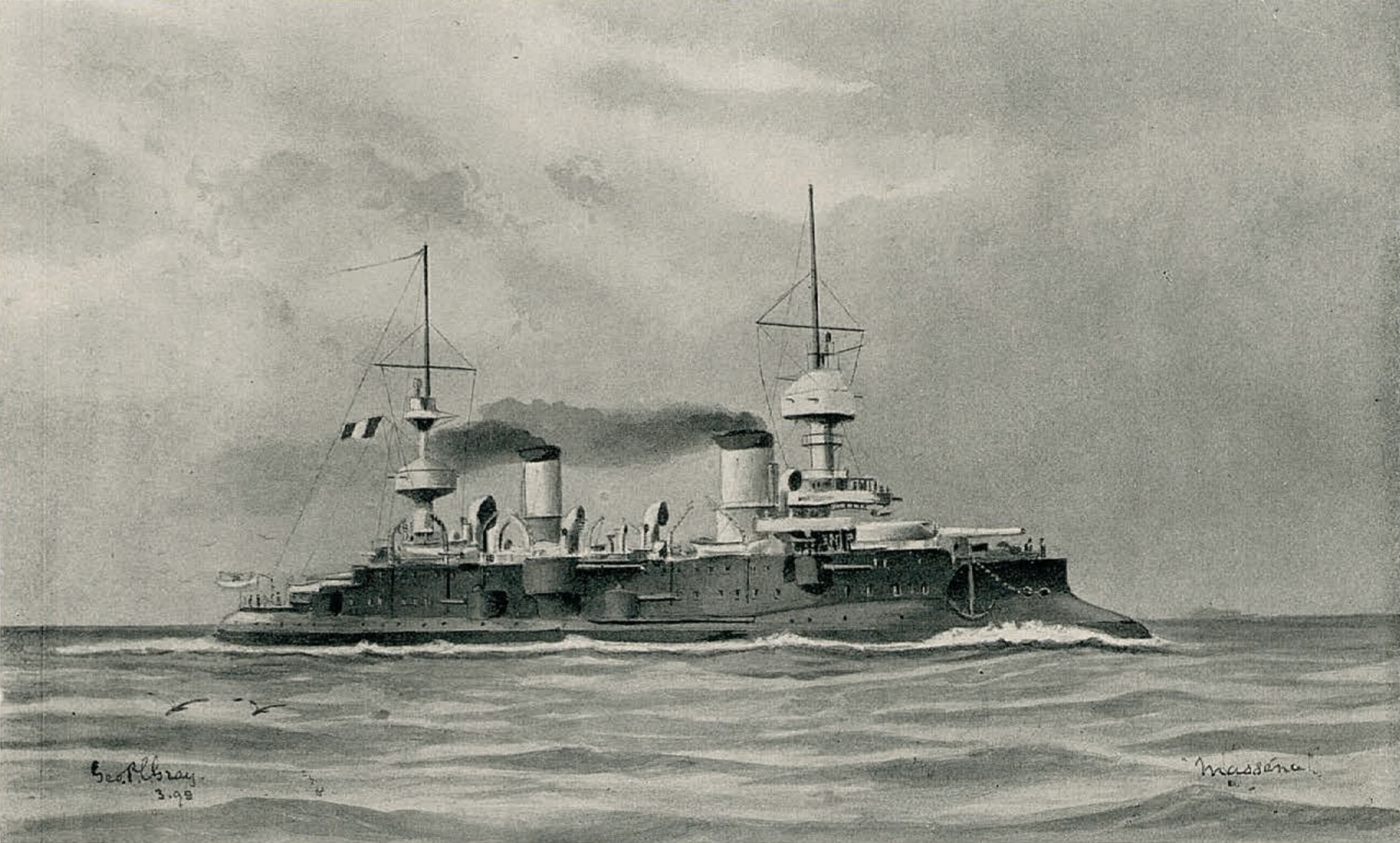
A Masséna pre-dreadnought csatahajó rajza (Brassey's Naval Annual 1898).
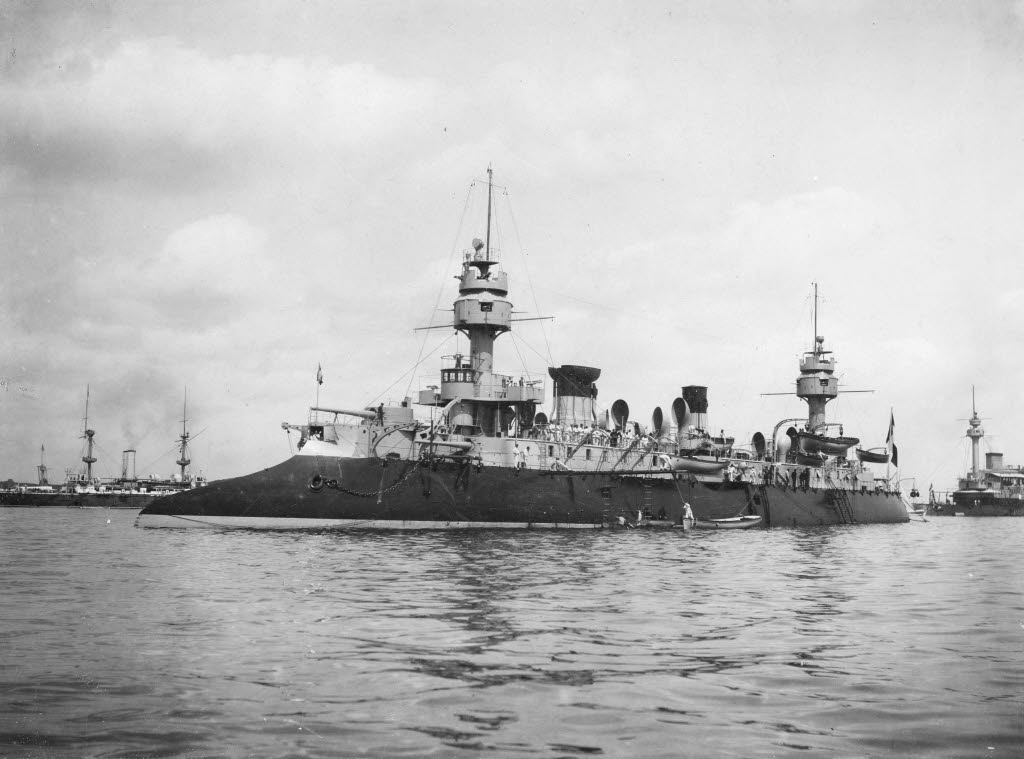
A Masséna csatahajót és a képen látható Dupuy de Lôme páncélos cirkálót egyaránt Louis de Bussy tervezte, a két egység erős külső hasonlóságot mutat egymással.

## Fegyverzet

### Fő fegyverzet
A Masséna fő fegyverzete 2 db (2 x 1) 305 mm L/40 M1893 (Canon de 305 mm modèle 1893), és 2 db (2 x 1) 274 mm L/45 M1893 ágyúból állt. A négy löveg egyesével, négy toronyban, "gyémánt" elrendezéseben (egy-egy 305 mm-es ágyú elöl és hátul, egy-egy 273 mm-es ágyú a hajótest két oldalán) került beépítésre.

#### A 305 mm L/40 M1893 ágyú
A 305 mm-es L/40 M1893 (Canon de 305 mm modèle 1893) ágyú a 305 mm-es L/45 M1887 ágyú egy továbbfejlesztett változata volt. Űrméret: 305 mm, kaliberhossz: L/40. Tömege 43 t, hossza: 12.2 m. Magassági szög: (–5°)~(+15°). Tűzgyorsasága 1 lövés / perc, a lövedék kezdősebessége: 780 m/s. 
349 kg tömegű páncéltörő, vagy repeszromboló lövedékeket tüzelhetett. Maximális lőtávolság: 12 km.

#### A 274 mm L/45 M1893 ágyú
A 274 mm L/45 M1893 (Canon de 274 mm modèle 1893) ágyú a 274 mm-es L/45 M1887 ágyú egy továbbfejlesztett változata volt. Űrméret: 274 mm, kaliberhossz: L/45. Tömege 34.96 t, hossza: 12.814 m. Magassági szög: (–10°)~(+25°). Tűzgyorsasága 3 lövés / perc, a lövedék kezdősebessége: 780 m/s (262.6 kg tömegű páncéltörő lövedékkel), 740 m/s (261 kg tömegű repeszromboló lövedékkel), 785 m/s (237.5 kg tömegű repeszromboló lövedékkel). 262.6 kg tömegű páncéltörő, vagy 261 kg, illetve 237.5 kg  tömegű repeszromboló lövedékeket tüzelhetett. Maximális lőtávolság: 24.4 km (páncéltörő, illetve 261 kg repeszromboló lövedékkel), 27 km (237.5 kg repeszromboló lövedékkel).

### Másodlagos fegyverzet
A Masséna másodlagos fegyverzete 8 db (8 x 1)  mm L/45 M1887, 8 db (8 x 1) 100 mm L/45 M1891, 12 db (12 x 1) 47 mm L/40 M1885 (Canon Hotchkiss à tir rapide de 47 mm) gyorstüzelő ágyúból, 5 db (5 x 1) 37 mm L/20 M1885 és 3 ötcsövű (3 x 5) 37 mm L/20 M1885 revolverágyúból, továbbá 4 db 450 mm-es torpedóvető csőből állt. Utóbbiak közül kettőt az 1900-as évek elején leszereltek.

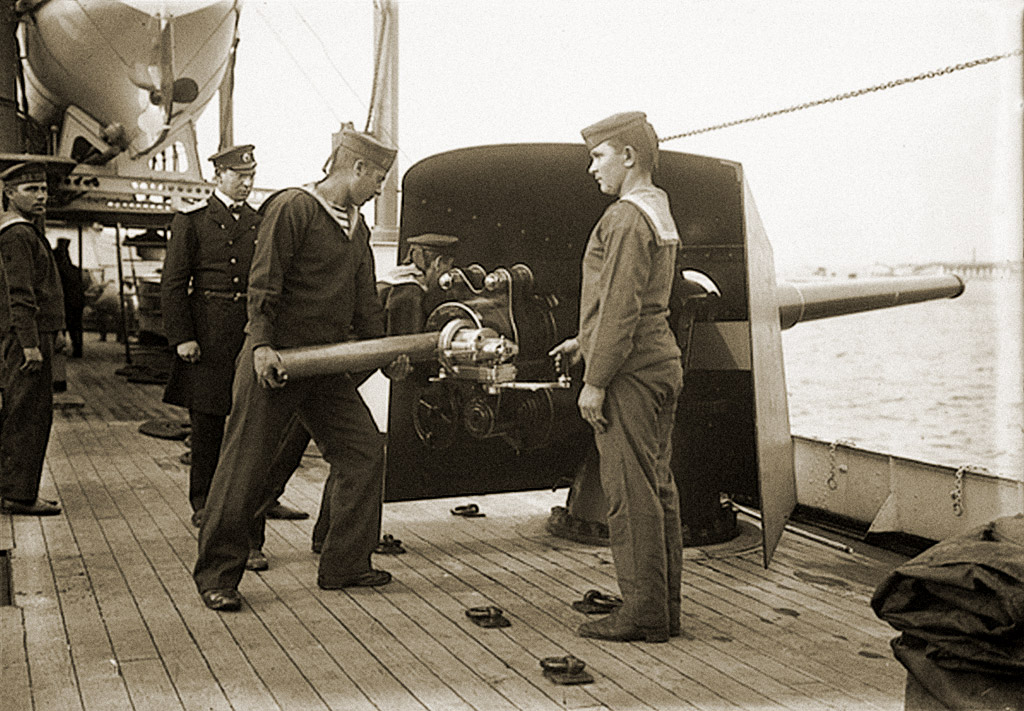
A Masséna másodlagos fegyverzetének részét képezte 8 db (8 x 1) 100 mm-es L/45 M1891 ágyú (Canon de 100 mm Modèle 1891). A képen a típus egy orosz hadihajó fedélzetén látható.
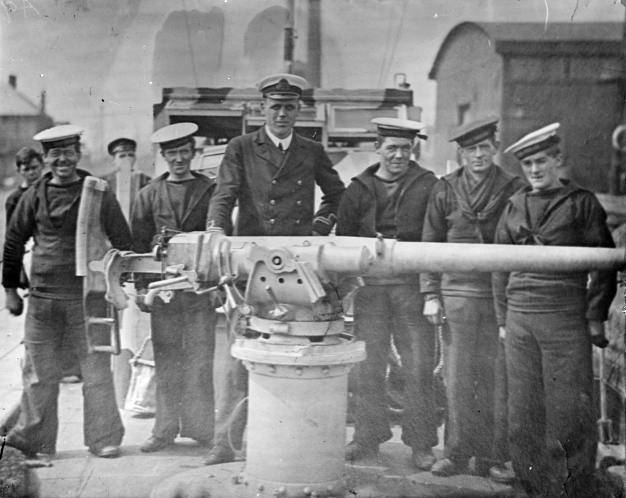
Francia Hotchkiss 47 mm-es L/40 M1885 (Canon Hotchkiss à tir rapide de 47 mm) gyorstüzelő löveg egy brit hadihajó fedélzetén, 1915-ben.
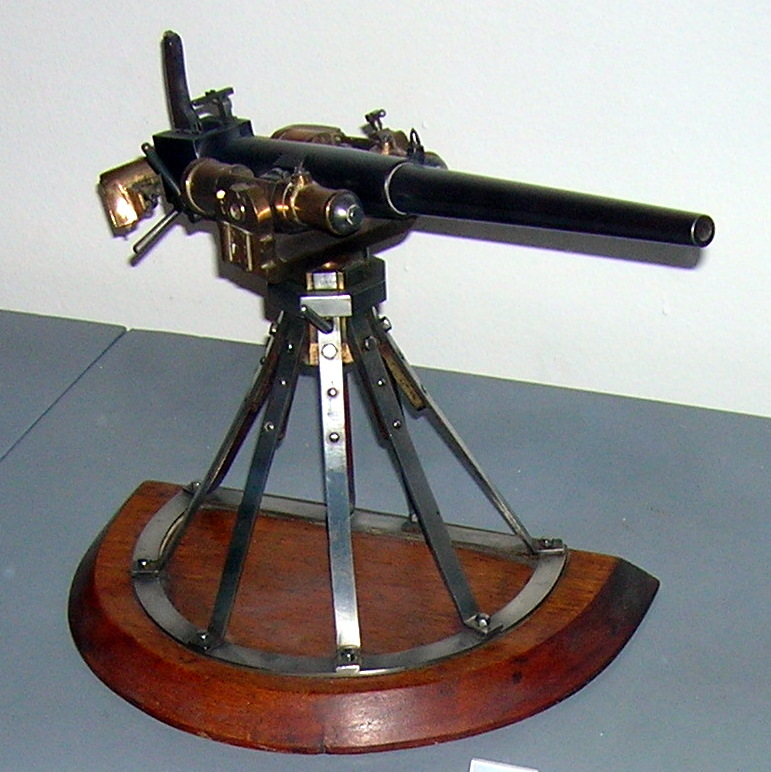
A Masséna könnyű tüzérségi fegyverzetébe 12 db (12 x 1) 47 mm L/40 M1885 (Canon de 47 mm modèle 1885) is tartozott.
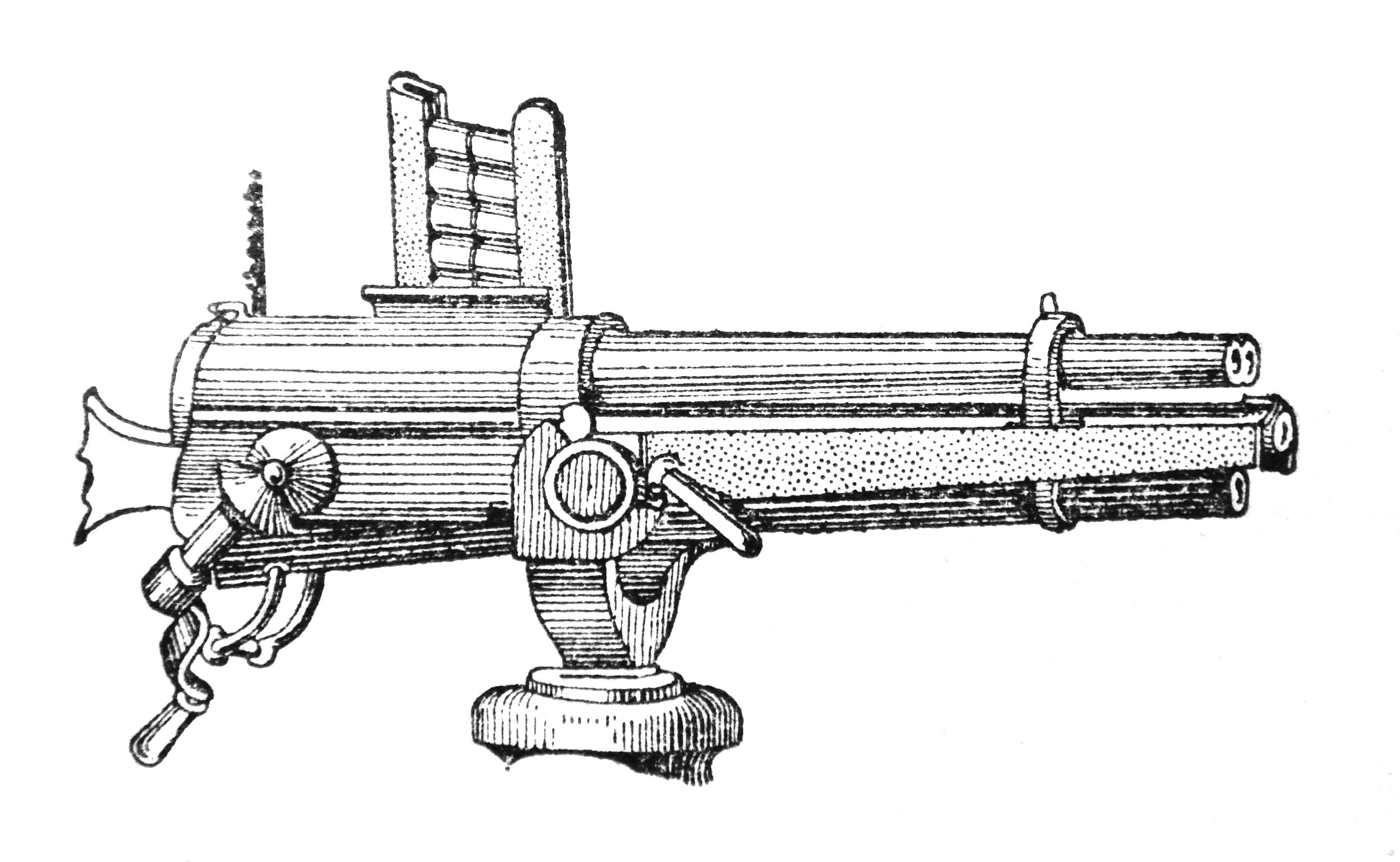
A 37 mm-es L/20 Hotchkiss revolverágyú a Nouveau Larousse illustré enciklopédia 1897-es kiadásából.

## Páncélzat
A Masséna vértezete már elavulóban lévő nikkelacél lemezekből készült, a Mintaflottából egyedül a Bouvet csatahajó kapott korszerűbb, Harvey típusú, edzett felületű páncélzatot. Az övvért alsó szegmense 2.3 méter széles volt, középének felső szegélyén 450 mm, alső szegélyén 250 mm, továbbá az orr és a tat felé haladva egyaránt 250 mm volt. E fölött az orrnál megemelve a hajó oldalát az övvért felső, 100 mm-es szegélye oltalmazta. A peremen az övvértre lehajló fő páncélfedélzet 70 mm-es vastagságú, azonban ez alatt kialakítottak egy 40 mm-es repeszfogó fedélzetet is.

## Hajtómű
A Masséna csatahajó hajtóműve 3 db háromszoros expanziós VTE gőzgépből, és 24 db Lagrafel d`Allest kazánból állt, teljesítménye 14 200 LE. a hajó maximális sebessége 17 csomó, hatósugara 4000 tengeri mérföld 10 csomós sebesség mellett. Az üzemanyag 980 t szén.

## Pályafutása
A Masséna 1892. szeptemberétől a Nantes-i Ateliers et Chantiers de la Loire hajógyárban épült. Vízre bocsátására 1895. július 24-én került sor, szolgálatba a Brest-i az északi hajóraj (escadre du Nord) zászlóshajójaként 1898 júniusában állt. 1903-ban áthelyezték a földközi-tengeri tartalék hajóraj (Division de réserve) kötelékébe. Reaktiválása után 1908 elején a Charlemagne, a Saint Louis, a Jauréguiberry, a République, a Patrie és a Gaulois csatahajók kíséretében földközi-tengeri körúton vett részt. 1912 októberében a Masséna ismét aktív szolgálatba lépett, a Carnot, a Bouvet és a Jauréguiberry, a Gaulois és a Saint Louis csatahajók társaságában, mint a földközi-tengeri hajóraj (escadre de la Méditerranée) 3. csatahajórajának része. 1913 júniusában csatlakozott hozzájuk a Charlemagne csatahajó is. Novemberben a 3. csatahajórajt feloszlatták, egységeit tartalékba helyezték. 1914 elején Ernest Monis (1846-1929) francia haditengerészeti miniszter úgy döntött, leselejtezi a gyors technikai fejlődés, különösan az HMS Dreadnought szolgálatba lépése következtében addigra már reménytelenül elavultnak számító Masséna csatahajót. A Masséna fegyverzetétől megfosztott hajótestét végül a dardanelláki hadművelet utolsó szakaszában a szövetséges antant csapatok visszavonulásánál hullámtörőként használták fel.

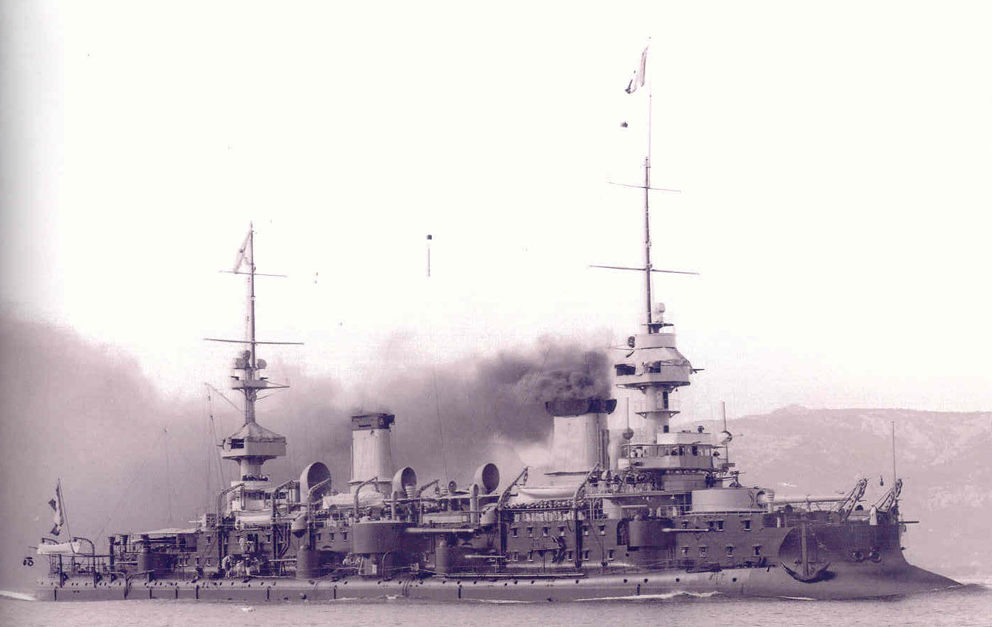
A Masséna francia pre-dreadnought csatahajó a tengeren.
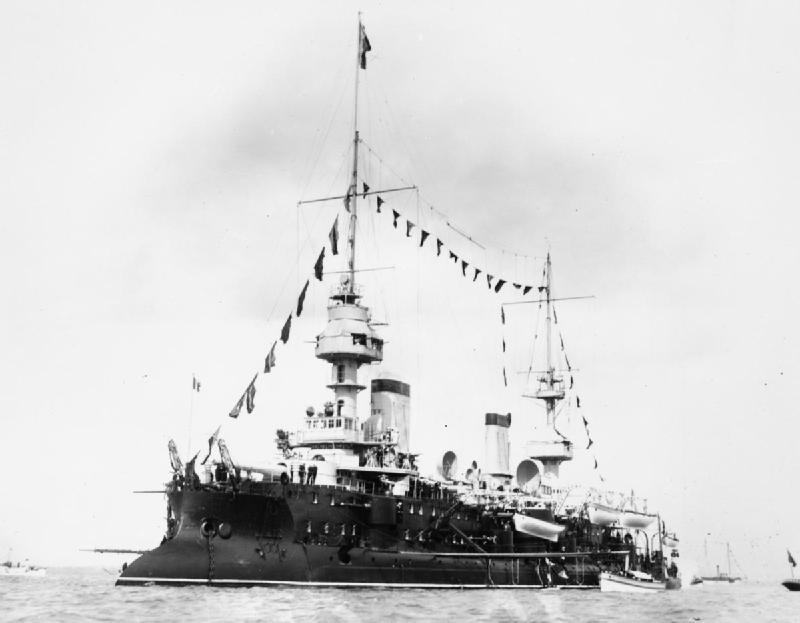
A Masséna pre-dreadnought csatahajó 1905-ben.
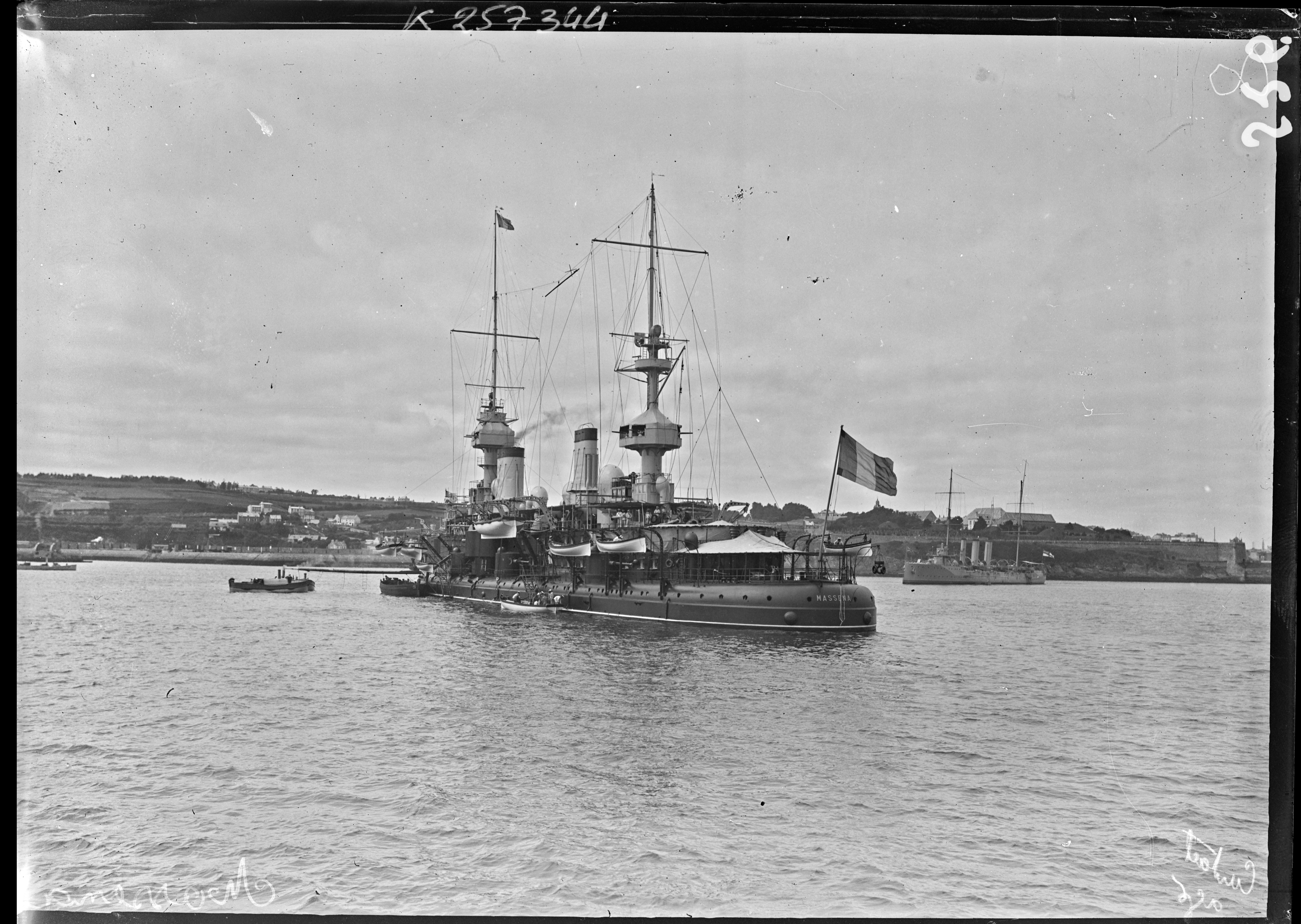
A Masséna pre-dreadnought csatahajó a tat felől nézve, Brestben, 1905-ben.
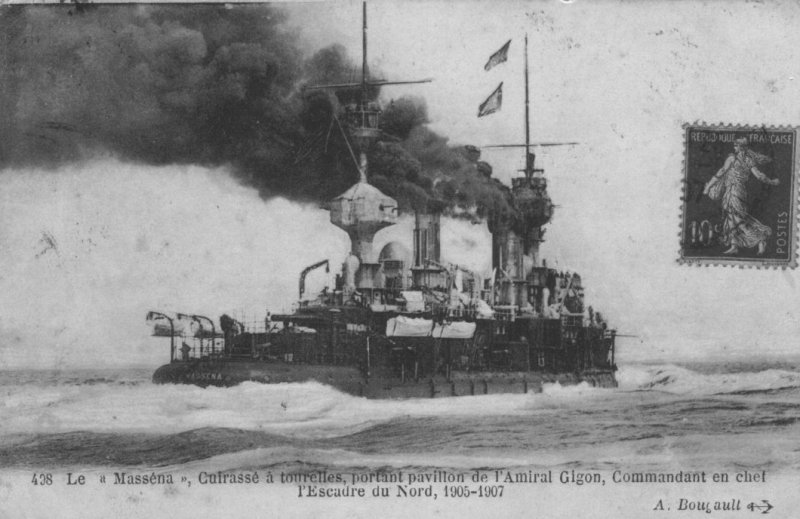
A Masséna csatahajót ábrázoló fraképeslap.
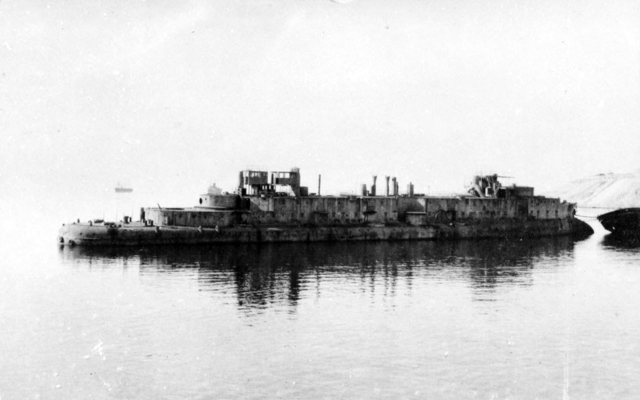
A Masséna csatahajó lecsupaszított hajóteste a Dardanellák menti antant hadművelet során.